# Sonstorp
Sonstorp  ist ein Tätort in der schwedischen Provinz Östergötlands län und der historischen Provinz Östergötland.
Sonstorp liegt etwa sieben Kilometer westlich vom Hauptort der Gemeinde Finspång, Finspång, entfernt. Durch den Ort führt der Riksväg 51 und der Länsväg E 1165. Westlich von Sonstorp liegt auch der kleine Flugplatz Finspångs flygfält. Auf der inzwischen abgebauten Bahnstrecke Pålsboda–Finspång endete der letzte Güterverkehr 1987.
Die Einwohnerzahl von Sonstorp schwankt schon seit Jahrzehnten zwischen 400 und 500.